# Zasłuczczia (przystanek kolejowy)
Zasłuczczia (ukr. Заслуччя) – przystanek kolejowy w miejscowości Zasłuczczia (dawn. Chlewce), w rejonie sarneńskim, w obwodzie rówieńskim, na Ukrainie.